# Adoratorio (retablo)

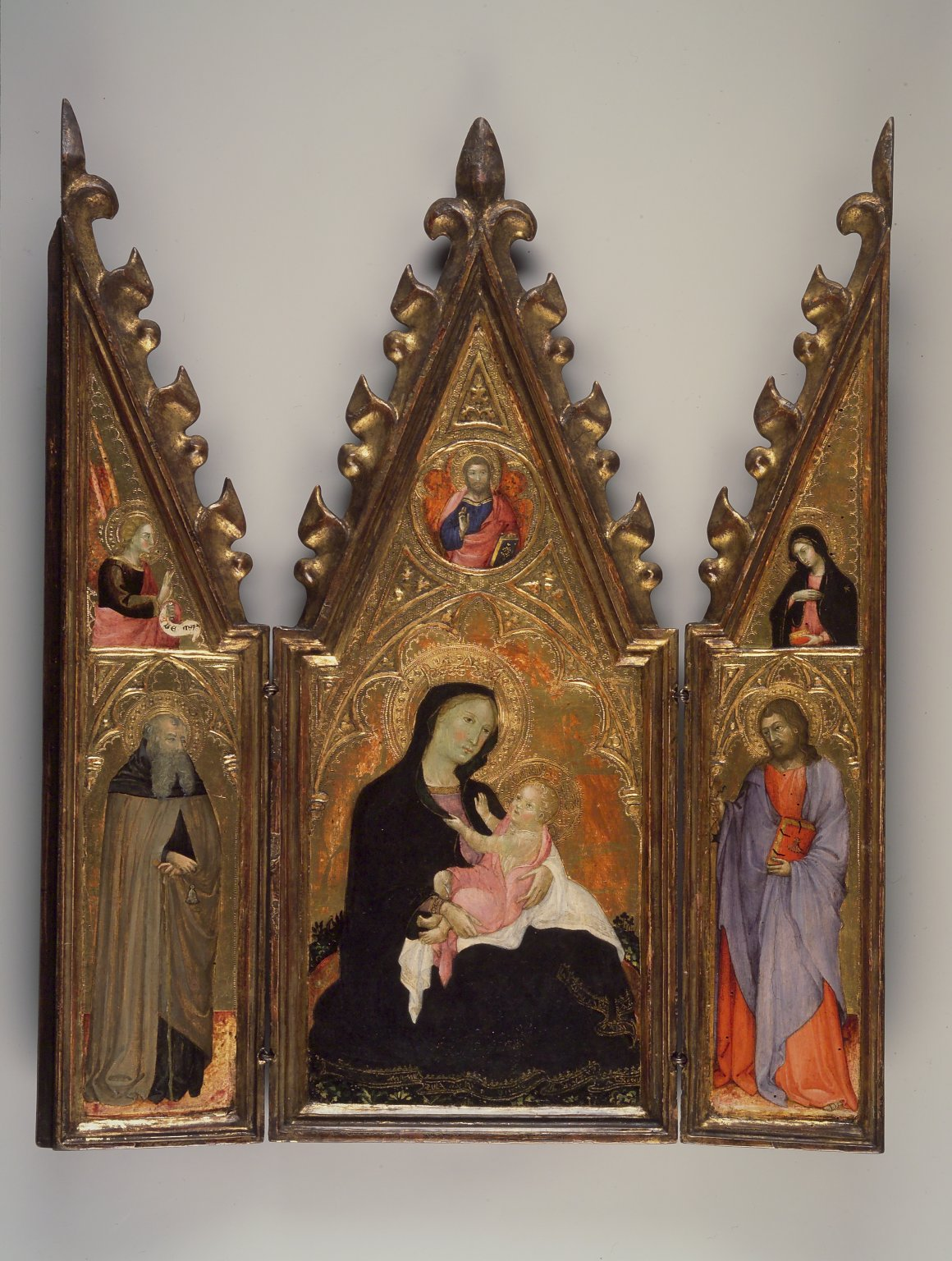
Adoratorio del

Se llama adoratorio a un tipo de retablo portátil en forma de díptico, tríptico, etc. 
Los adoratorios por lo general contienen estatuitas o relieves imágenes del Antiguo o del Nuevo Testamento, de las vidas de los santos, composiciones simbólicas, etc. Durante la Edad Media y a comienzos de la moderna los reyes, magnates, damas encumbradas, dignidades eclesiásticas, etc. solían poseer y transportar consigo en los viajes cuando iban a la guerra y en circunstancias análogas, preciosos adoratorios ante los cuales hacían oración. 
Se conservan ejemplares de antiguos adoratorios de raro mérito artístico. 